# Santa Olaria
Santa Olaria, aussi appelé Santa Olaria de Ara, ou Santa Olaria d'Ara en aragonais est un village de la province de Huesca, situé dans le Sobrarbe à environ quatre kilomètres au sud-est de la ville de Fiscal. Il comptait 2 habitants en 2005. Une grande partie de ses habitants ont été expropriés et expulsés au cours des années 1960 dans le cadre du projet de construction du barrage de Jánovas, finalement non réalisé.